# Matthew P. Denn

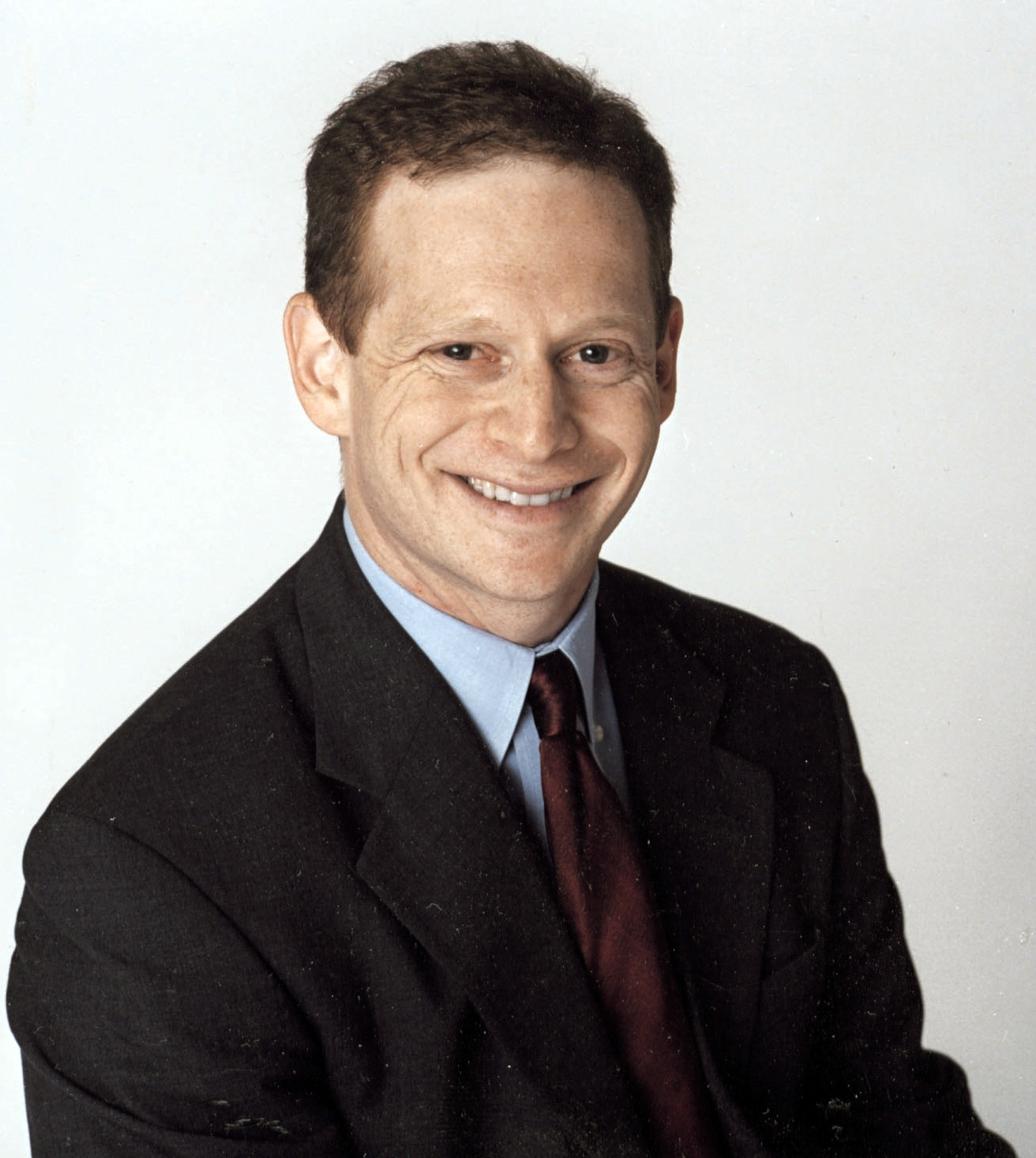
Matthew P. Denn (2006)

Matthew P. „Matt“ Denn  (* 9. Februar 1966 in Wilmington, Delaware) ist ein US-amerikanischer Politiker. Von 2015 bis 2019 war er Attorney General von Delaware; zuvor hatte er seit 2009 als Vizegouverneur dieses Bundesstaates amtiert.

## Werdegang
Matthew Denn studierte an der University of California in Berkeley. Nach einem anschließenden Jurastudium an der Yale University und seiner 1991 erfolgten Zulassung als Rechtsanwalt begann er in diesem Beruf zu arbeiten. Politisch schloss er sich der Demokratischen Partei an. In den Jahren 2001 und 2003 war er Rechtsberater von Gouverneurin Ruth Ann Minner. Zwischen 2005 und 2009 war er Versicherungsbeauftragter des Staates Delaware.
Im Jahr 2008 wurde Denn an der Seite von Jack Markell zum Vizegouverneur von Delaware gewählt. Dieses Amt bekleidete er nach einer Wiederwahl im Jahr 2012 vom 20. Januar 2009 bis zum 6. Januar 2015. Damit war er Stellvertreter des Gouverneurs und Vorsitzender des Staatssenats. Ein Schwerpunkt seiner Arbeit als Vizegouverneur waren die Belange von Kindern. Im November 2014 bewarb er sich um die Nachfolge des nicht mehr kandidierenden Attorney General von Delaware, Beau Biden, und setzte sich dabei gegen den republikanischen Bewerber Ted Kittila durch. Das Amt des Vizegouverneurs wurde anschließend vakant. Erst nach der Wahl im Jahr 2016 wurde mit Bethany Hall-Long eine neue Amtsinhaberin gewählt.
Von 2015 bis 2019 war er Attorney General von Delaware; seine Nachfolgerin ist Kathy Jennings.